# 北村一郎 (能楽師)
北村 一郎（きたむら いちろう、1899年（明治32年）10月13日 - 1973年（昭和48年）12月6日）とは、能楽囃子方、小鼓方大倉流能楽師。
1899年（明治32年）東京生まれ。1908年（明治41年）小鼓方大倉流十三世宗家・大倉六蔵（のちの長右衛門）に入門。1911年（明治44年）「土蜘蛛」で初舞台。大正・昭和期における小鼓方大倉流の演者で、鵜澤寿や長男の北村治ら後進者を育成した。1957年（昭和32年）日本能楽会（重要無形文化財保持者に総合認定された者の団体）が結成され、同年から日本能楽会会員。

## 家族
長男で能楽師の北村治（1936-2012）は、2003年に重要無形文化財保持者（人間国宝）に認定され、2006年には旭日小綬章を受章した。

## DVD

### 演能作品
- 能楽名演集2 金春流「葵上」櫻間金太郎（弓川）／「実盛」櫻間道雄 森茂好 宝生閑 鏑木岑男 一噌正之助 北村一郎 瀬尾乃武 金春惣右衛門、NHKエンタープライズ
- 能楽名演集2 宝生流「羽衣」野口兼資 松本謙三 森茂好 松本義 一噌正之助 北村一郎 安福春雄 観世元信／「綾鼓」高橋進、NHKエンタープライズ
- 能楽名演集3 能 観世流『卒都婆小町』梅若六郎 松本謙三 宝生彰彦 藤田大五郎 北村一郎 亀井俊雄／半能『松虫』梅若六郎 豊嶋十郎 藤田大五郎 北村一郎 安福春雄、NHKエンタープライズ

### 舞囃子
- 能楽名演集1「仕舞独吟一調舞囃子集」／舞囃子『松風』梅若万三郎 一噌鍈二 北村一郎 高安道喜、NHKエンタープライズ